# امیل دیلانیان
امیل مارکوسی دیلانیان (ارمنی: Էմիլ Մարկոսի Դիլանյան؛  زادهٔ ۳۱ دسامبر ۱۹۱۷ - درگذشته ۱۲ آوریل ۱۹۸۶) خلبان اهل ارمنستان بود.

## زندگی‌نامه
وی در ۳۱ دسامبر ۱۹۱۷ در ایروان به دنیا آمد و از دانشکده عالی هوانوردی نظامی ییسک (۱۹۳۹) فارغ‌التحصیل گشت. همچنین برندهٔ جوایزی همچون نشان پرچم سرخ کار، نشان جنگ میهنی (درجه یک)، نشان ستاره سرخ و نشان پرچم سرخ شده‌است. وی در ۱۲ آوریل ۱۹۸۶ در سن ۶۸ سالگی پس از یک دوره طولانی سخت بیماری درگذشت و در آرامستان مرکزی ایروان (توخماخ) به خاک سپرده شد.

## نگارخانه

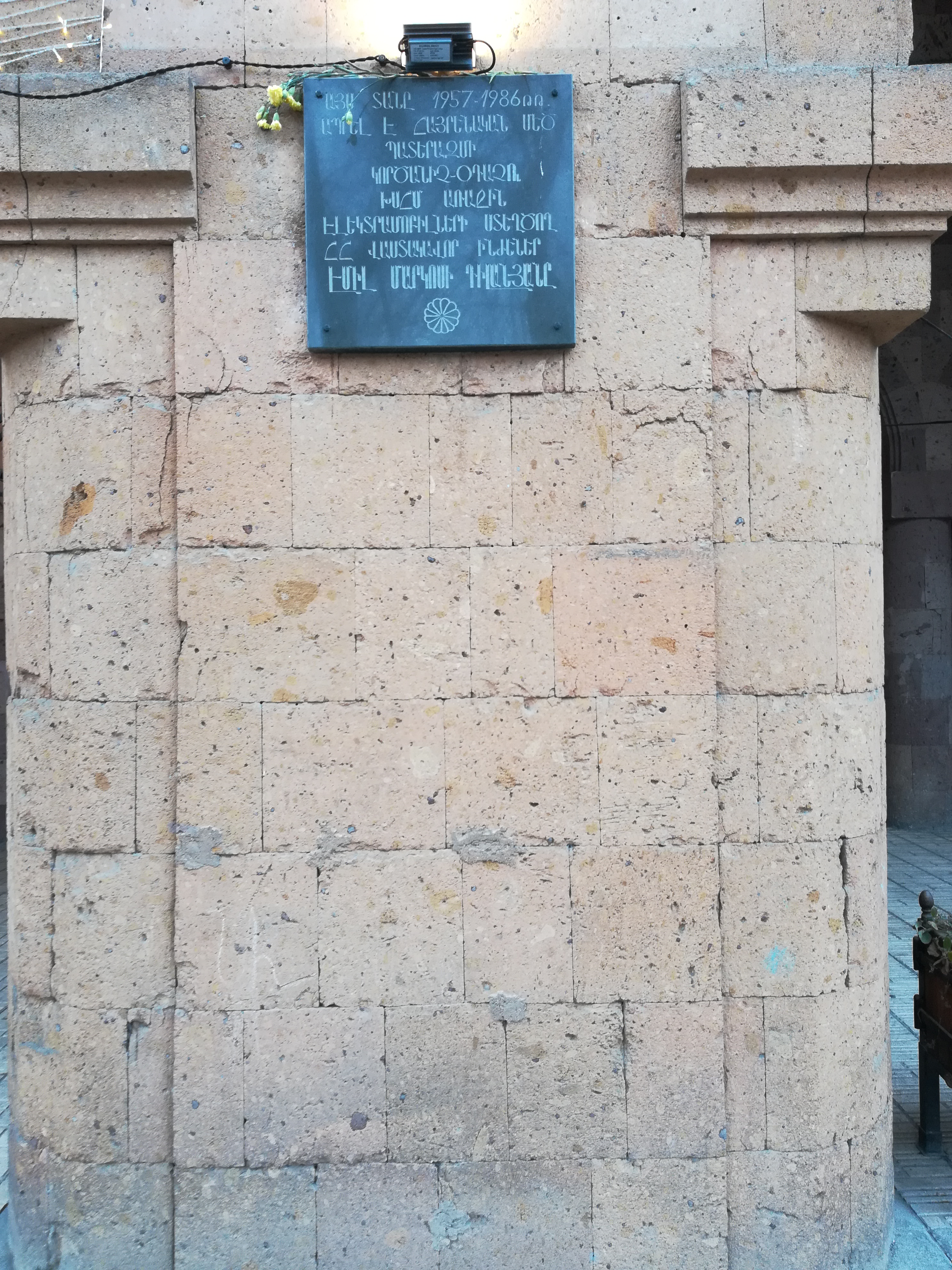
پلاک یادبود